# Garwolin (stad)
Garwolin is een stad in het Poolse woiwodschap Mazovië, gelegen in de powiat Garwoliński. De oppervlakte bedraagt 22,08 km², het inwonertal 15.966 (2005).